# Les Baby-Sitters (série littéraire)
 (septembre 2020).
Si vous disposez d'ouvrages ou d'articles de référence ou si vous connaissez des sites web de qualité traitant du thème abordé ici, merci de compléter l'article en donnant les références utiles à sa vérifiabilité et en les liant à la section « Notes et références ».
Pour les articles homonymes, voir Les Baby-Sitters.
Les Baby-Sitters (ou Le Club des Baby-Sitters) est une série de romans pour adolescentes de l'auteur américaine Ann M. Martin, publiés entre 1986 et 2000 par Scholastic. Au Québec, elle est éditée par Héritage Jeunesse et par Folio Junior en France.
La série originale comprend 131 livres, 15 Super Spécial, 36 Mystère, quelques livres divers, 4 Super Mystère, 6 Livres Portrait et 14 "Friends Forever". Seule une partie de ces ouvrages a été traduite pour le public francophone.

## Histoire
Les livres sont publiés pour la première fois en 1986. Ils connaissent un succès particulier auprès des adolescentes américaines, canadiennes et européennes dans les années 90'. Autour de 2010, la série retrouve un certain succès[réf. nécessaire].
En 2009, on estime que plus de 176 millions d'exemplaires avaient été vendus entre 1986 et 2000,. en 2016, ce chiffre s'élève à 178 million d'exemplaire.
En 2012, la série est adaptée en livre numérique, afin de relancer la série sur des notes un peu plus modernes.
En 2020, une adaptation télévisée est diffusée sur la plateforme Netflix ; créant un nouvel engouement pour la série auprès des adolescentes. La série télévisée est légèrement différente de la série papier.

## Résumé
La série suit un groupe d'adolescentes de treize ans, qui forment une entreprise de garde d'enfants dans la petite ville fictionnelle de Stonebrook, Connecticut, à trois heures de train de New York. Chaque tome met en vedette une membre du club en particulier, qui raconte à la première personne les difficultés qu'elle rencontre avec les enfants qu'elle prend en charge, ou dans sa vie personnelle. 
Dans l'édition québécoise, les noms des jeunes héroïnes ont été changés pour des versions francisées et l'action transposée à Nouville, au Canada, bien que les intrigues soient identiques à celles des tomes originaux. Pour la France, les Baby-Sitters restent américaines, mais certains noms ont également été modifiés.

## Personnages principaux
- Kristy Parker (VO : Kristy Thomas/VQ : Christine Thomas) : Présidente du Club. Kristy est une jeune fille aux yeux et aux cheveux bruns. Elle est petite pour son âge, adore les enfants et le sport. Elle ne se préoccupe pas de sa tenue et s'habille généralement en jeans et en baskets. C'est une fille droite, dynamique, franche, mais qui peut parfois manquer de tact et se montrer autoritaire. Au début de la série, elle vit avec sa mère divorcée et ses trois frères dans la même rue que Mary-Anne et Claudia, puis change de quartier après le remariage de sa mère avec un homme plus riche, qui a lui aussi des enfants. Elle est secrètement amoureuse de Bart Taylor, l'entraîneur des Invincibles.

Première apparition : Les Baby-Sitters #1 : L'idée géniale de Kristy
- Claudia Koshi (VO et VQ : Claudia Kishi) : Vice présidente du Club. Claudia est d'origine japonaise. Les réunions du Club se font dans sa chambre car elle dispose d'une ligne téléphonique personnelle. Elle raffole de friandises et adore lire des romans policiers, notamment ceux d'Agatha Christie (la série Nancy Drew dans la version originale), deux passions que ses parents désapprouvent et qu'elle est obligée de cacher. Elle est très douée en dessin, en sculptures et en peintures et se fait elle-même ses vêtements. En revanche, elle n'est pas très bonne élève, et a souvent l'impression qu'on lui préfère sa grande sœur Jane (Jeanine en VO, Josée en VQ), surdouée. Seule sa grand-mère, Mimi, dont elle est très proche, semble croire en elle et en son art. Sa meilleure amie est Lucy MacDouglas.

Première apparition : Les Baby-Sitters #1 : L'idée géniale de Kristy
- Mary-Anne Cook (VO: Mary-Ann Spier/VQ : Anne-Marie Lapierre) : Secrétaire du Club. Mary-Anne est douce, timide et réservée. C'est la plus responsable de toutes, mais elle a tendance à se laisser marcher sur les pieds. Orpheline de mère, elle vit seule avec son père très protecteur, qui lui impose beaucoup de règles et ne lui permet pas de s'habiller ou se coiffer comme elle le souhaite. Cette situation évoluera au fil de la série, et elle sera même la seule membre du Club à avoir une relation sérieuse (avec Logan, ou Louis en VQ). Son chat se nomme Tigrou. Elle deviendra la demi-sœur de Carla lorsque son père épousera sa mère.

Première apparition : Les Baby-Sitters #1 : L'idée géniale de Kristy
- Lucy MacDouglas (VO : Stacey McGill/VQ : Sophie Ménard) : Trésorière du Club. Lucy est une blonde aux yeux bleus qui, comme sa meilleure amie Claudia, adore la mode et est assez sophistiquée. Elle est fille unique et très choyée. Au début de la série, elle vient de quitter New York (ou Toronto dans la version québécoise) avec ses parents pour vivre à Stonebrook. L'une des principales caractéristiques de Lucy est d'être diabétique, ce qui lui a valu d'être rejetée dans son ancienne école et qu'elle cache d'abord à ses nouvelles amies. Plus tard, ses parents divorceront, et, après être retournée un temps vivre à New York, elle choisira de rester avec sa mère à Stonebrook.

Première apparition : Les Baby-Sitters #1 : L'idée géniale de Kristy
- Carla Schafer (VO : Dawn Schaffer / VQ : Diane Dubreuil) : Suppléante du Club. Carla a de très longs cheveux blonds (presque blancs) et de grands yeux bleus. Elle est végétarienne et fait très attention à ce qu'elle mange. Née en Californie, elle arrive à Stonebrook avec sa mère et son petit frère à la suite du divorce de ses parents. Elle se lie d'abord d'amitié avec Mary-Anne, grâce à qui elle découvre que leurs deux parents avaient une relation à l'époque du lycée : ils se remarieront ensemble par la suite. Très indépendante, organisée et sûre d'elle, elle finira par repartir vivre dans sa région d'origine et fondera son propre club. Ses aventures seront racontées dans le spin-off California Diaries.

Première apparition : Les Baby-Sitters #4 : Pas de panique Mary-Anne !
- Mallory Pike (VQ : Marjorie Picard) : Membre junior du Club. Mallory est rousse, porte des lunettes, un appareil dentaire et est âgée de 11 ans. Elle est l'aînée d'une famille de 8 enfants : les triplés Adam, Jordan, Byron, le petit Nicky, Vanessa, Margot et Claire, que les membres fondateurs du Club gardaient souvent avant que Mallory ne devienne baby-sitter elle-même. Elle aime écrire et lire des histoires de chevaux.

Première apparition : Les Baby-Sitters #1 : L'idée géniale de Kristy
- Jessica Ramsey (Jessica Raymond) : Membre Junior du Club. Jessica est afro-américaine et a souffert du regard des autres à son arrivée à Stonebrook C'est une jeune fille de onze ans très sérieuse, mature et fidèle en amitié. Elle pratique la danse classique et rêve de devenir ballerine. Elle a une petite sœur prénommée Rebecca et un jeune frère encore bébé.

Première apparition : Les Baby-Sitters #10 : Un amoureux pour Mary-Anne

## Liste des livres (version français)
1. Kristy a une idée géniale
2. De mystérieux appels anonymes
3. Le problème de Sophie
4. Bien joué Anne-Marie !
5. Dawn et le trio terrible
6. Christine et le grand jour
7. Cette peste de Josée
8. Les amours de Sophie
9. Diane et le fantôme
10. Un amoureux pour Anne-Marie
11. Christine et les snobs
12. Claudia et la nouvelle venue
13. Au revoir, Sophie, au revoir !
14. Bienvenue Marjorie
15. Diane... et la jeune miss Nouville
16. Jessie et le langage secret
17. La malchance d'Anne-Marie
18. L'erreur de Sophie
19. Claudia et l'indomptable Bélinda
20. Christine face aux Matamores
21. Marjorie et les jumelles capricieuses
22. Jessie, gardienne... de zoo
23. Diane en Californie
24. La surprise de la fête des mères
25. Anne-Marie à la recherche de Tigrou
26. Les adieux de Claudia
27. Jessie et le petit diable
28. Sophie est de retour
29. Marjorie et le mystère du journal
30. Félicitations Anne-Marie
31. Diane et sa nouvelle sœur
32. Christine face au problème de Susanne
33. Claudia fait des recherches
34. Trop de garçons pour Anne-Marie
35. Mystère à Nouville
36. La gardienne de Jessie
37. Le coup de foudre de Diane
38. L'admirateur secret de Christine
39. Pauvre Marjorie
40. Claudia et la tricheuse
41. Est-ce fini entre Anne-Marie et Louis ?
42. Qui en veut à Jessie ?
43. Une urgence pour Sophie
44. Diane et la super pyjamade
45. Christine et le drôle de défilé
46. Anne-Marie pense encore à Louis
47. Marjorie fait la grève
48. Le souhait de Jessie
49. Claudia et le petit génie
50. Le rendez-vous de Diane
51. L'ex-meilleure amie de Sophie
52. Anne-Marie en a plein les bras
53. Un autre poste de présidente pour Christine ?
54. Marjorie et le cheval de rêve
55. La médaille d'or pour Jessie
56. On ne veut plus de toi, Claudia
57. Diane sauve la planète
58. Le choix de Sophie
59. Marjorie, le sport et les garçons
60. La nouvelle Anne-Marie
61. Jessie et le terrible secret
62. Christine et l'enfant terrible
63. L'ami de Claudia
64. Diane et la chicane de famille
65. Sophie a le coup de foudre
66. Anne-Marie, bonne à tout faire

Mystère
1. Sophie et la bague disparue
2. Prends garde Diane !
3. Marjorie et Fantômas
4. Christine et l'enfant perdu
5. Anne-Marie et le secret du grenier
6. Mystère chez Claudia
7. Diane et les chiens disparus
8. Jessie et les voleurs de bijoux
9. Christine et la maison hantée
10. Sophie et les faux monnayeurs
11. Claudia et le mystère du musée
12. Diane et le surfeur fantôme
13. Anne-Marie et le mystère de la bibliothèque
14. Sophie et l'énigme du centre commercial

Super Spécial
1. Les Baby-Sitters en croisière
2. Les vacances d'été des Baby-Sitters
3. Les vacances d'hiver des Baby-Sitters
4. Les Baby-Sitters sur une île déserte
5. Les Baby-Sitters en Californie